# Азарова Олена Юріївна
Азарова Олена Юріївна (5 червня 1973) — російська синхронна плавчиня.
Учасниця Олімпійських Ігор 1996 року, олімпійська чемпіонка 2000, 2004 років.